# Saururaceae
A Saururaceae a borsvirágúak (Piperales) rendjének egyik családja.

## Rendszerezés
A családba az alábbi 4 nemzetség tartozik:
- Anemopsis (Nutt.) Hook. & Arn. - 1 faj
- Gymnotheca - 3 faj
- Houttuynia Thunb. - 1 faj
- Saururus L. - 3 faj